# Ronay (Insel)
Ronay (schottisch-gälisch Rònaigh) ist eine unbewohnte Insel in den Äußeren Hebriden in Schottland.